# Blepharita nera
Blepharita nera là một loài bướm đêm trong họ Noctuidae.